# Besta deild karla
Besta deild karla (n.đ. 'Giải đấu xuất sắc nhất dành cho nam') là một giải bóng đá chuyên nghiệp ở Iceland và là cấp độ cao nhất của hệ thống giải bóng đá Iceland. Giải đấu được thành lập vào năm 1912 với tên gọi Giải vô địch Iceland. Do mùa đông khắc nghiệt ở Iceland, giải đấu thường được tổ chức vào mùa xuân và mùa hè (từ tháng 4 đến tháng 9). Giải đấu do Hiệp hội bóng đá Iceland (KSÍ) quản lý và có 12 đội. Vào cuối mùa giải 2022–23, UEFA xếp hạng giải đấu ở vị trí thứ 48 tại châu Âu. 
Từ ngày 27 tháng 4 năm 2009 đến năm 2022, giải đấu đã có một thỏa thuận tích cực về quyền sử dụng tên giải đấu với Ölgerðin, đơn vị nhượng quyền thương mại của Pepsi tại Iceland. Từ mùa giải 2019 đến hết mùa giải 2021, giải đấu thường được gọi là Pepsi Max deildin (The Pepsi Max League). Vào ngày 24 tháng 2 năm 2022, giải đấu được đổi tên thành Besta deild karla.
Các câu lạc bộ thi đấu với nhau trên sân nhà và sân khách. Vào cuối mỗi mùa giải, hai đội có ít điểm nhất sẽ xuống hạng Nhất (1. deild karla), sau đó hai đội có điểm cao nhất sẽ thăng hạng lên hạng cao hơn. Đội vô địch sẽ tham dự UEFA Champions League ở vòng loại thứ hai. Các đội xếp thứ hai, thứ ba và thứ tư sẽ giành quyền tham dự UEFA Europa League ở vòng loại thứ nhất.
Nỗ lực của KSÍ nhằm củng cố nền bóng đá Iceland đã giúp chỉ có một đội xuống hạng Nhất trong mùa giải 2007 và ba câu lạc bộ thăng hạng lên giải đấu cao nhất, nâng số câu lạc bộ tham gia giải đấu lên con số hiện tại.
Số danh hiệu vô địch là: KR với 27 lần, Valur với 23 lần, và ÍA và Fram Reykjavík mỗi đội có 18 lần. FH có 8 lần và Víkingur có 7 lần. Đội giữ danh hiệu năm 2024 là Breiðablik.

## Các câu lạc bộ tham dự (2013)
- Breiðablik (Kópavogur)
- FH (Hafnarfjörður)
- Fram Reykjavík (Reykjavík)
- Fylkir (Reykjavík)
- ÍA (Akranes)
- ÍBV (Vestmannaeyjar)
- Keflavík (Keflavík)
- KR (Reykjavík)
- Stjarnan (Garðabær)
- Valur (Reykjavík)
- Víkingur Ó. (Ólafsvík)
- Þór A. (Akureyri)

## Lịch sử

### Danh sách các đội vô địch
Trong hơn 100 năm tồn tại, giải bóng đá vô địch quốc gia Iceland đã được 11 đội bóng đăng quang. KR là đội bóng có nhiều danh hiệu nhất, với 27 lần. Stjarnan là đội bóng mới nhất gia nhập danh sách này, giành chức vô địch đầu tiên vào năm 2014.
Giải đấu này được thống trị bởi các đội bóng đến từ Vùng Thủ đô, nơi chiếm gần hai phần ba dân số Iceland. Chỉ có bốn đội bóng ngoài khu vực này từng vô địch: Keflavík, ÍA, ÍBV, và KA. ÍBV (Vestmannaeyjar) và KA (Akureyri) đã giành được bốn chức vô địch; đây là những câu lạc bộ xa thủ đô nhất.
| Vòng đơn - 1912: KR (Reykjavík) - 1913: Fram Reykjavík (Reykjavík) - 1914: Fram Reykjavík (Reykjavík) - 1915: Fram Reykjavík (Reykjavík) - 1916: Fram Reykjavík (Reykjavík) - 1917: Fram Reykjavík (Reykjavík) - 1918: Fram Reykjavík (Reykjavík) - 1919: KR (Reykjavík) - 1920: Víkingur (Reykjavík) - 1921: Fram Reykjavík (Reykjavík) - 1922: Fram Reykjavík (Reykjavík) - 1923: Fram Reykjavík (Reykjavík) - 1924: Víkingur (Reykjavík) - 1925: Fram Reykjavík (Reykjavík) - 1926: KR (Reykjavík) - 1927: KR (Reykjavík) - 1928: KR (Reykjavík) - 1929: KR (Reykjavík) - 1930: Valur (Reykjavík) - 1931: KR (Reykjavík) - 1932: KR (Reykjavík) - 1933: Valur (Reykjavík) - 1934: KR (Reykjavík) - 1935: Valur (Reykjavík) - 1936: Valur (Reykjavík) - 1937: Valur (Reykjavík) - 1938: Valur (Reykjavík) - 1939: Fram Reykjavík (Reykjavík) - 1940: Valur (Reykjavík) - 1941: KR (Reykjavík) - 1942: Valur (Reykjavík) - 1943: Valur (Reykjavík) - 1944: Valur (Reykjavík) - 1945: Valur (Reykjavík) - 1946: Fram Reykjavík (Reykjavík) | - 1947: Fram Reykjavík (Reykjavík) - 1948: KR (Reykjavík) - 1949: KR (Reykjavík) - 1950: KR (Reykjavík) - 1951: ÍA (Akranes) - 1952: KR (Reykjavík) - 1953: ÍA (Akranes) - 1954: ÍA (Akranes) - 1955: KR (Reykjavík) - 1956: Valur (Reykjavík) - 1957: ÍA (Akranes) - 1958: ÍA (Akranes) Vòng đôi - 1959: KR (Reykjavík) - 1960: ÍA (Akranes) - 1961: KR (Reykjavík) - 1962: Fram Reykjavík (Reykjavík) - 1963: KR (Reykjavík) - 1964: ÍBK (Keflavík) - 1965: KR (Reykjavík) - 1966: Valur (Reykjavík) - 1967: Valur (Reykjavík) - 1968: KR (Reykjavík) - 1969: ÍBK (Keflavík) - 1970: ÍA (Akranes) - 1971: ÍBK (Keflavík) - 1972: Fram Reykjavík (Reykjavík) - 1973: ÍBK (Keflavík) - 1974: ÍA (Akranes) - 1975: ÍA (Akranes) - 1976: Valur (Reykjavík) - 1977: ÍA (Akranes) - 1978: Valur (Reykjavík) - 1979: ÍBV (Vestmannaeyjar) - 1980: Valur (Reykjavík) | - 1981: Víkingur (Reykjavík) - 1982: Víkingur (Reykjavík) - 1983: ÍA (Akranes) - 1984: ÍA (Akranes) - 1985: Valur (Reykjavík) - 1986: Fram Reykjavík (Reykjavík) - 1987: Valur (Reykjavík) - 1988: Fram Reykjavík (Reykjavík) - 1989: KA (Akureyri) - 1990: Fram Reykjavík (Reykjavík) - 1991: Víkingur (Reykjavík) - 1992: ÍA (Akranes) - 1993: ÍA (Akranes) - 1994: ÍA (Akranes) - 1995: ÍA (Akranes) - 1996: ÍA (Akranes) - 1997: ÍBV (Vestmannaeyjar) - 1998: ÍBV (Vestmannaeyjar) - 1999: KR (Reykjavík) - 2000: KR (Reykjavík) - 2001: ÍA (Akranes) - 2002: KR (Reykjavík) - 2003: KR (Reykjavík) - 2004: FH (Hafnarfjörður) - 2005: FH (Hafnarfjörður) - 2006: FH (Hafnarfjörður) - 2007: Valur (Reykjavík) - 2008: FH (Hafnarfjörður) - 2009: FH (Hafnarfjörður) - 2010: UBK (Kópavogur) - 2011: KR (Reykjavík) - 2012: FH (Hafnarfjörður) - 2013: KR (Reykjavík) - 2014:Stjarnan - 2015:FH (Hafnarfjörður) - 2016:FH (Hafnarfjörður) - 2017:Valur (Reykjavík) - 2018:Valur (Reykjavík) - 2019: KR (Reykjavík) - 2020: Valur (Reykjavík) - 2021: Víkingur (Reykjavík) - 2022: Breiðablik (Kópavogur) - 2023: Víkingur (Reykjavík) - 2024: Breiðablik (Kópavogur) |

### Tổng số lần vô địch
| Câu lạc bộ | Số lần | Lần đầu | Lần cuối |
| ---------- | ------ | ------- | -------- |
| KR         | 27     | 1912    | 2019     |
| Valur      | 23     | 1930    | 2020     |
| Fram       | 18     | 1913    | 1990     |
| ÍA         | 18     | 1951    | 2001     |
| FH         | 8      | 2004    | 2016     |
| Víkingur   | 7      | 1920    | 2023     |
| Keflavík   | 4      | 1964    | 1973     |
| ÍBV        | 3      | 1979    | 1998     |
| Breiðablik | 3      | 2010    | 2024     |
| KA         | 1      | 1989    | 1989     |
| Stjarnan   | 1      | 2014    | 2014     |

- Các câu lạc bộ được in đậm hiện đang chơi ở giải đấu hàng đầu.

Tỷ lệ (%)

## Các giải thưởng khác

### Cầu thủ ghi nhiều bàn thắng nhất
| Mùa giải | Cầu thủ               | bàn thắng | Câu lạc bộ         |
| -------- | --------------------- | --------- | ------------------ |
| 2012     | Tryggvi Guðmundsson   | 129       | ÍBV,KR, FH, Fylkir |
| 1983     | Ingi Björn Albertsson | 126       | Valur,FH           |

### Vua phá lưới
| Mùa giải | Cầu thủ                                                     | Số bàn thắng | Câu lạc bộ        |
| -------- | ----------------------------------------------------------- | ------------ | ----------------- |
| 1980     | Matthias Hallgrimsson                                       | 15           | Valur             |
| 1981     | Sigurlás Þorleifsson Larus Gudmundsson                      | 12           | ÍBV Víkingur      |
| 1982     | Sigurlás Þorleifsson Heimir Karlsson                        | 10           | ÍBV Víkingur      |
| 1983     | Ingi Björn Albertsson                                       | 14           | Valur             |
| 1984     | Guðmundur Steinsson                                         | 10           | Fram Reykjavík    |
| 1985     | Omar Torfason                                               | 13           | Fram Reykjavík    |
| 1986     | Gudmundur Torfason                                          | 19           | Fram Reykjavík    |
| 1987     | Petur Ormslev                                               | 12           | Fram Reykjavík    |
| 1988     | Sigurjón Kristjánsson                                       | 13           | Valur             |
| 1989     | Hörður Magnússon                                            | 12           | FH                |
| 1990     | Hörður Magnússon                                            | 13           | FH                |
| 1991     | Hörður Magnússon Guðmundur Steinsson                        | 13           | FH Víkingur       |
| 1992     | Arnar Gunnlaugsson                                          | 15           | ÍA                |
| 1993     | Þórður Guðjónsson                                           | 19           | ÍA                |
| 1994     | Mihajlo Biberčić                                            | 14           | ÍA                |
| 1995     | Arnar Gunnlaugsson                                          | 15           | ÍA                |
| 1996     | Ríkharður Daðason                                           | 14           | KR                |
| 1997     | Tryggvi Guðmundsson                                         | 19           | ÍBV               |
| 1998     | Steingrímur Jóhannesson                                     | 16           | ÍBV               |
| 1999     | Steingrímur Jóhannesson                                     | 12           | ÍBV               |
| 2000     | Guðmundur Steinarsson Andri Sigþórsson                      | 14           | Keflavík KR       |
| 2001     | Hjörtur Hjartarson                                          | 15           | ÍA                |
| 2002     | Grétar Hjartarson                                           | 13           | Grindavík         |
| 2003     | Björgólfur Takefusa                                         | 10           | Þróttur Reykjavík |
| 2004     | Gunnar Heiðar Þorvaldsson                                   | 12           | ÍBV               |
| 2005     | Tryggvi Guðmundsson                                         | 16           | FH                |
| 2006     | Marel Baldvinsson                                           | 11           | UBK               |
| 2007     | Jónas Grani Garðarsson                                      | 13           | Fram Reykjavík    |
| 2008     | Guðmundur Steinarsson                                       | 16           | Keflavík          |
| 2009     | Björgólfur Takefusa                                         | 16           | KR                |
| 2010     | Gilles Daniel Mbang Ondo                                    | 14           | Grindavík         |
| 2011     | Garðar Jóhannsson                                           | 15           | Stjarnan          |
| 2012     | Atli Guðnason                                               | 12           | FH                |
| 2013     | Atli Viðar Björnsson Viðar Örn Kjartansson Gary John Martin | 13           | FH Fylkir KR      |
| 2014     | Gary John Martin                                            | 13'          | FH Fylkir KR      |
| 2015     | Patrick Pedersen                                            | 13           | Valur             |
| 2016     | Garðar Gunnlaugsson                                         | 14           | ÍA                |
| 2017     | Andri Rúnar Bjarnason                                       | 19           | Grindavík         |
| 2018     | Patrick Pedersen                                            | 17           | Valur             |

### Cầu thủ xuất sắc nhất giải
| Mùa giải | Cầu thủ                   | Câu lạc bộ     |
| -------- | ------------------------- | -------------- |
| 1984     | Bjarni Sigurðsson         | ÍA             |
| 1985     | Guðmundur Þorbjörnsson    | Valur          |
| 1986     | Guðmundur Torfason        | Fram Reykjavík |
| 1987     | Pétur Ormslev             | Fram Reykjavík |
| 1988     | Sigurjón Kristjánsson     | Valur          |
| 1989     | Þorvaldur Örlygsson       | KA             |
| 1990     | Sævar Jónsson             | Valur          |
| 1991     | Guðmundur Steinsson       | Víkingur       |
| 1992     | Lúkas Kostic              | ÍA             |
| 1993     | Sigurður Jónsson          | ÍA             |
| 1994     | Sigursteinn Gíslason      | ÍA             |
| 1995     | Ólafur Þórðarson          | ÍA             |
| 1996     | Gunnar Oddsson            | Leiftur        |
| 1997     | Tryggvi Guðmundsson       | ÍBV            |
| 1998     | David Winnie              | KR             |
| 1999     | Guðmundur Benediktsson    | KR             |
| 2000     | Hlynur Stefánsson         | ÍBV            |
| 2001     | Gunnlaugur Jónsson        | ÍA             |
| 2002     | Finnur Kolbeinsson        | Fylkir         |
| 2003     | Allan Borgvardt           | FH             |
| 2004     | Heimir Guðjónsson         | FH             |
| 2005     | Allan Borgvardt           | FH             |
| 2006     | Viktor Bjarki Arnarsson   | Víkingur       |
| 2007     | Helgi Sigurðsson          | Valur          |
| 2008     | Guðmundur Steinarsson     | Keflavík       |
| 2009     | Atli Guðnason             | FH             |
| 2010     | Alfreð Finnbogason        | UBK            |
| 2011     | Hannes Þór Halldórsson    | KR             |
| 2012     | Atli Guðnason             | FH             |
| 2013     | & Björn Daníel Sverrisson | FH             |
| 2014     | Ingvar Jónsson            | Stjarnan       |
| 2015     | Emil Pálsson              | FH             |
| 2016     | Kristinn Freyr Sigurðsson | Valur          |
| 2017     | Andri Rúnar Bjarnason     | Grindavík      |
| 2018     | Patrick Pedersen          | Valur          |

### Cầu thủ trẻ xuất sắc nhất giải
| Mùa giải | Cầu thủ                    | Câu lạc bộ     |
| -------- | -------------------------- | -------------- |
| 1984     | Guðni Bergsson             | Valur          |
| 1985     | Halldór Áskelsson          | Þór Akureyri   |
| 1986     | Gauti Laxdal               | Fram Reykjavík |
| 1987     | Rúnar Kristinsson          | KR             |
| 1988     | Arnljótur Davíðsson        | Fram Reykjavík |
| 1989     | Ólafur Gottskálksson       | ÍA             |
| 1990     | Steinar Guðgeirsson        | Fram Reykjavík |
| 1991     | Arnar Grétarsson           | UBK            |
| 1992     | Arnar Gunnlaugsson         | ÍA             |
| 1993     | Þórður Guðjónsson          | ÍA             |
| 1994     | Eiður Smári Guðjohnsen     | Valur          |
| 1995     | Tryggvi Guðmundsson        | ÍBV            |
| 1996     | Bjarni Guðjónsson          | ÍA             |
| 1997     | Sigurvin Ólafsson          | ÍBV            |
| 1998     | Ólafur Þór Gunnarsson      | ÍR             |
| 1999     | Grétar Hjartarson          | Grindavík      |
| 2000     | Helgi Valur Daníelsson     | Fylkir         |
| 2001     | Grétar Rafn Steinsson      | ÍA             |
| 2002     | Gunnar Heiðar Þorvaldsson  | ÍBV            |
| 2003     | Ólafur Ingi Skúlason       | Fylkir         |
| 2004     | Emil Hallfreðsson          | FH             |
| 2005     | Hörður Sveinsson           | Keflavik       |
| 2006     | Birkir Sævarsson           | Valur          |
| 2007     | Matthías Vilhjálmsson      | FH             |
| 2008     | Jóhann Berg Guðmundsson    | UBK            |
| 2009     | Alfreð Finnbogason         | UBK            |
| 2010     | Kristinn Steindórsson      | UBK            |
| 2011     | Þórarinn Ingi Valdimarsson | ÍBV            |
| 2012     | Jón Daði Böðvarsson        | Selfoss        |
| 2013     | Arnór Ingvi Traustason     | Keflavík       |
| 2014     | Elías Már Ómarsson         | Keflavík       |
| 2015     | Höskuldur Gunnlaugsson     | Breiðablik     |
| 2016     | Óttar Magnús Karlsson      | Víkingur R.    |
| 2017     | Alex Þór Hauksson          | Stjarnan       |
| 2018     | Willum Þór Willumsson      | UBK            |